# Bartomeu Payeras Cifre
Bartomeu Payeras Cifre, també conegut com a Tomeu l'Amo (Inca, 1948) és un pintor i estudiós de l'obra de Salvador Dalí.
Es llicencià el 1971 en Ciències Biològiques per la Universitat de Barcelona. Com a biòleg va publicar treballs sobre contaminació bacteriana marina. El 1973 inicià la seva activitat artística com a pintor. Participà en la primera Manifestació Plàstica Popular de Pollença (1979). A partir de 1983 combinà la figuració amb l'abstracció gestual. Ha duit a terme nombroses exposicions individuals i col·lectives. Des de finals de la dècada de 1980 viu i treballa al seu estudi de Can Virell, a la Colònia de Sant Pere (Artà).

## Obra artística de Tomeu l'Amo
L'obra artística de Bartomeu Payeras està constituïda per prop de 4.000 pintures, més de 1.000 obres tridimensionals i més de 500 imatges-fotografia. En l'artista hi cohabiten dos personatges: Bartomeu Payeras i Tomeu l'Amo. Però és aquest darrer el que ha signat tota l'obra artística (i també la recerca sobre Dalí).
Les pintures s'agrupen en una vuitantena de sèries, des de les "Natures vives", "Figuració Gestual" i "Cap a l'abstracció" fins a "El so d'una mà", "Trobades a la riba del riu", "Figuració Poètica", "Haiku-dos" i "Bashos", passant per la figuració humana a "La mirada interior" i temes socials a "Barcelona-Ciutat", "Obscuriment global" i "Gaia". Les obres tridimensionals parteixen d'un diàleg amb el material de rebuig, que ell anomena "desjectes", i s'inspiren en la tradició dels objets trouvés surrealistes i les escultures de filferro d'Alexander Calder. Una part d'aquestes estructures es desen en el projecte "La Penúltima Platja i el Llapis del Temps", integrat per 35 sèries. Té 7 sèries dedicades a Nelson Mandela. Altres sèries són: "Portes a l'aire", "Necrogènesi", "Històries de mitges parelles", "Pateres i naufragis", "Fitofaunes", "Eden-Enderrocs", etc. En fotografia ha realitzat les sèries "Cosmòlits", "Kriptonites", "Naturàlia", "Kubrick 2010", "Litoràlia", "Heliografies" i "Ones zen". Ha realitzat vídeos com "Anabiosi", "Fitofaunes", "Passejant per la ciutat", "Fitokawaramonos" i amb el músic Antoni Caimari va realitzar un DVD titulat "La mirada interior".

## L'estudi de l'obra de Dalí
El 1988 va adquirir a Girona un quadre signat per Dalí. Es tractava d'un paisatge litoral on hi ha representats sis àngels que envolten la figura d'un nen que toca la lira després d'haver sortit del que sembla un ou. A l'angle inferior dret hi ha la dedicatòria: “Al meu benvolgut professor, en el dia del seu natalici”. També hi ha inscrita la data de 27/9/1896 i el cognom Dalí. Com que Dalí va néixer el 1904, s'havia donat per segur que el 1896 era la data de composició i que la pintura, un oli sobre tela de 70 cm per 100 cm, no podia ser un Dalí autèntic.
Payeras va fer restaurar l'oli a Carme Sandalinas, que havia treballat amb el patrimoni gòtic de la Generalitat de Catalunya en el centre de Sant Cugat del Vallès. Després, va intentar que diferents experts en confirmessin l'autoria, però tant l'estudiós Rafael Santos Torroella com la Fundació Gala-Dalí van dir que no disposaven de prou elements per reconèixer-ne l'autenticitat (la Fundació Gala-Dalí sense veure l'original). El 1994 s'encarregà una radiografia a l'empresa "SGS Tecnos" de Sant Joan Despí que va descobrir una obra subjacent sobre la qual s'hi va pintar, fet habitual en Dalí (al revers de la tela hi ha el dibuix d'una figura femenina). El 2004 s'encarregà una anàlisi de pigments a Sergio Ruiz i Alejandro Gómez Gil, investigadors del laboratori Raman de la Universitat Politècnica de Catalunya, que van determinar que el pigment vermell del quadre és el Hansa I, comercialitzat per primera vegada el 1909 per Hoechst, i d'ús habitual en els anys vint. Un segon estudi de la Unitat d'Espectroscòpia del Centre Científic i Tecnològic de la Universitat de Barcelona va corroborar que els pigments vermells són posteriors també a 1896. La data de la dedicatòria no podia ser la de l'execució de l'oli. Es reforçava la hipòtesi de l'autoria de Dalí.
La dedicatòria, feta a plomí, diu textualment: "Al meu venbologut professor en el dia del seu natalici 27/IX/96. Dalí". Es va encarregar un estudi grafològic a José P. Venzal, exvicepresident de l'Associació Espanyola d'Experts en Grafística i Documentoscòpia. L'informe va dir que el text i la firma del vèrtex inferior dret de la tela havien estat redactats per Dalí. El traçat de les lletres i les tres faltes d'ortografia contingudes en el mot "venbologut" són molt dalinians. L'aplicació de la tecnologia de luminescència cromàtica va fer descobrir que la dedicatòria és contemporània de la tela però pot ser d'uns anys després (cap a finals dels anys 20). El suport més important per a Payeras va arribar el 2014 de part de Robert Descharnes, un dels grans experts en Dalí, i del seu fill Nicolas Descharnes, que varen estudiar l'obra. Davant la mort de Robert Descharnes el 15 de febrer de 2014, va ser el Nicolas qui va signar i certificar l'autenticitat de la pintura, apuntant que devia haver estat realitzada cap al 1921. Les conclusions de la investigació van ser presentades al Círculo de Bellas Artes de Madrid el maig del 2014.
En paral·lel al procés d'autentificació, Payeras va estudiar el quadre. L'any 2013 va publicar el llibre El nacimiento intrauterino de Salvador Dalí i posteriorment, en format sols digital, El nacimiento intrauterino del divino Dalí, on intentà demostrar que és una obra bàsica per entendre el pintor, ja que permet desxifrar “la personalitat del diví Dalí, el que va néixer d'un ou, el que tenia records intrauterins, el que deia que havia assassinat el seu germà” i permet “trobar la clau de tota la numerologia -els rellotges blans, per exemple- que apareix en la seva obra”. Sosté que el quadre és la primera obra surrealista de Dalí i que en ell ja hi ha els fonaments del mètode paranoicocrític.

## El misteri de la data
La data que apareix a la dedicatòria és important. El 27 de setembre de 1896 no va ser el dia del naixement de cap dels seus mestres més coneguts. Estudiant els textos de Dalí, Payeras va descobrir que quan Dalí es refereix al seu germà Salvador, mort nou mesos abans del seu naixement, diu que va morir amb set anys (quan en realitat en tenia tres). Dalí va néixer l'11 de maig de 1904 i si anem set anys abans ens situem en l'11 de maig de 1897. Si descomptem els nou mesos de gestació, és l'11 de juliol de 1896. Però Dalí es refereix en diverses ocasions a l'aparició de l'embrió un mes i mig després de la fecundació (quan comencen els records intrauterins) i aquests 45 dies suplementaris ens porten al 27 de setembre de 1896, que és la data de la signatura. A "Vida Secreta" Dalí descriu el seu naixement intrauterí amb imatges que recorden prou el quadre.

## Els àngels de Dalí
A "Diari d'un geni" Dalí inclou una conversa amb Bruno Froissart a qui diu: "De molt jove vaig compondre un quadre sobre els àngels". Però no es coneixia cap obra de joventut sobre els àngels (excepte un dibuix del 1920). Payeras distingeix a l'obra set àngels que volen en una volta celeste envoltant un nen amb una arpa. A sota, apareix una cala, que sembla algun racó de la Costa Brava. És també "el naixement a partir d'un ou, l'assassinat del seu germà amb la col·laboració dels àngels, l'ascensió angèlica del seu germà i la seva transformació en el diví Dalí". Respecte al dibuix del revers, existeix una certa similitud amb un retrat de la germana de l'artista. Tot això reforça la idea que podria ser una obra de principis dels anys vint.

## La clau Dalí
El vídeo "La clau Dalí", dirigit per David Fernàndez i produït per Mallorca Video, en coproducció amb IB3 Televisió i el suport d'Illenc i la Fundació Abertis, va ser guardonat amb el premi al millor documental de l'Evolution Mallorca International Film Festival 2016 i del Festival Palma Film.

## El 5G i la covid-19
A l'article Estudio sobre la asimétrica distribución de casos de covid-19 y su relación con la tecnología 5G, Payeras Cifre afirma que demostra "per primera vegada al món una clara, contundent i irrefutable correlació entre la incidència de covid-19 i les xarxes 5G". Tot i aquesta afirmació, no s'ha publicat a cap revista científica i el text tampoc ha passat un procés de revisió. L'autor arriba a proposar que l'origen del SARS-CoV-2 és artificial i el vincula amb les vacunes d'altres afeccions. Reclama una moratòria de la tecnologia 5G, la "supressió" de tots els laboratoris militars i civils d'alta seguretat i "encausar judicialment tots els que han participat en la creació i la difusió de la 'pandèmia'" (sic.).

## Exposicions individuals
- La Caixa. Pollença. 1985
- Caixa de Colonya. Pollença. 1985
- Galeria Cunium. Inca.1985
- Sa Pobla. Centre Cultural.1987
- ACA Búger. Encontres “Un pintor un compositor”.1990
- Ciutat de Mallorca.Galeria Tres d´Oros.”Viatge a Albopàs”1990
- Galeria Cittadini.Port de Pollença. “Zona Perimetral” 1990
- Galeria Boquer. Palma. 1991.
- Galeria Cittadini. Port de Pollença.1991
- Centre Cultural S´Agrícola. Manacor. “Talassoformes”.1992
- Na Batlesa. Arta.1993
- Els Cavallets. Sa Pobla. 1995
- Maneu-Punt d´Art. Palma. “XX anys de discontinuïtats”(exposició censurada).1993.
- Espai Ramon Llull.Palma. “Exposició antològica 30 anys de discontinuïtats”. Govern Balear. 2001
- Fundació Dionís Bennassar.Pollença. 28/8/2004
- Museu d´Art Contemporani de Mallorca. Sa Pobla.”El MAC presenta el MUMA i La Penúltima Platja i el Llapis del Temps”.2006
- INCART 10. "Cosmòlits". Can Abdon de son Bordils.2010
- Casal del Metge Cifre. Inca.2010. "Anabiosi"
- Plaça Sta. Maria la Major. Inca.2010. "Fitofaunes"

## Llibres
- El nacimiento intrauterino de Salvador Dalí. (Pròleg de Nicolas Descharnes). Edició de l'autor: Gráficas Ulzama, 2013. ISBN 978-84-608-7289-4.
- El nacimiento intrauterino del divino Dalí (traducció a l'anglès The intrauterine birth of the divine Dalí). Edició de l'autor. (Es tracta d'una versió ampliada del llibre El Nacimiento intrauterino de Salvador Dalí).
- Dalí. ¿Qué hora es? Edició de l'autor.
- Dalí-Llull y su Teatro. Edició de l'autor.